# Dortmunder Actien Brauerei
La DAB, Dortmunder Actien Brauerei, è un birrificio tedesco della città di Dortmund, fondato nel 1868 dagli imprenditori Laurenz Fischer, Heinrich Mauritz e Friedrich Mauritz, insieme al mastro birraio Heinrich Herberz. In origine la denominazione era Bierbrauerei Herberz & Co..

## Storia

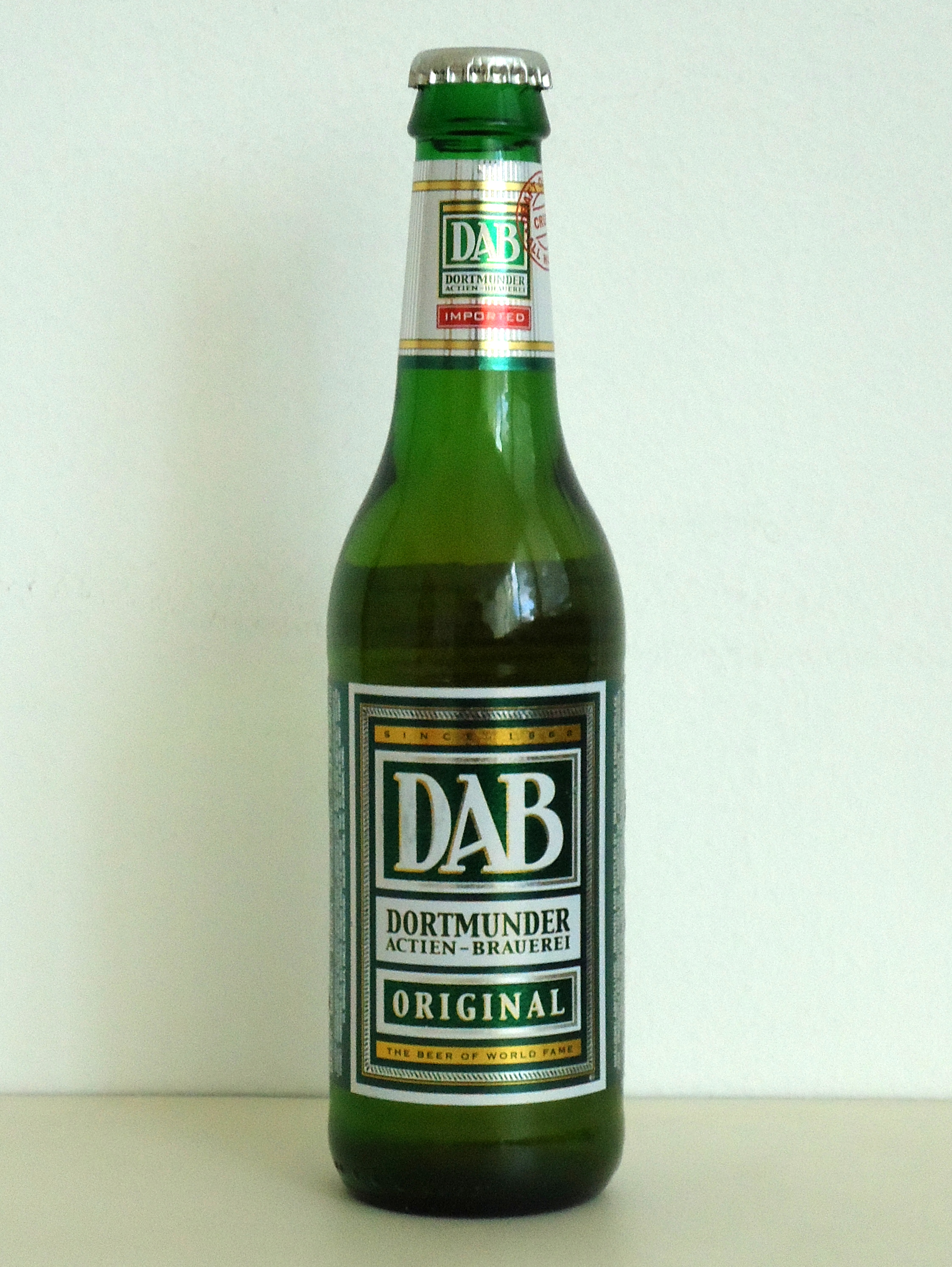
Una bottiglia di DAB

Grazie al costante miglioramento degli affari, la società si ingrandi velocemente e nel 1872 cambiò il suo nome in "Dortmunder Actien Brauerei". Nel 1879, la società iniziò ad esportare la sua birra a livello internazionale in Olanda, Belgio, Francia, India, Giappone e Australia.
Nel 1881 l'ingegnere Carl von Linde fornì al birrificio una delle sue macchine frigorifere, dando il via ad un boom della birra a bassa fermentazione. Nel 1893, il birrificio si dotò di un laboratorio chimico. Nel 1917 nonostante il crollo della produzione di birra dovuto alla prima guerra mondiale, il birrificio ebbe un proprio collegamento ferroviario. Nel 1949, dopo la quasi totale distruzione di Dortmund nel corso della seconda guerra mondiale, la fabbrica di birra fu completamente ricostruita.
Dal 1959 al 1963, la DAB passò dalle vecchie botti di legno a quelle di alluminio. Nel 1971 acquistò un concorrente locale, la fabbrica di birra Hansa. Sul suo terreno fu costruita una nuova moderna fabbrica di birra, terminata nel 1983, che all'epoca era la più grande della regione della Ruhr. Tuttavia, il costo di acquisizione di Hansa fu notevole, e gravò sul bilancio dell'azienda negli anni successivi. Decisioni discutibili prese da parte del management della società nel 1990 aggravarono la situazione, portando ad un crollo dei marchi aziendali. Anche l'acquisizione dei marchi di un altro concorrente locale in difficoltà economiche, il birrificio Kronen, non ha potuto invertire il trend al ribasso dell'azienda che rimane l'ultimo birrificio di Dortmund, una volta la maggiore città tedesca produttrice di birra.
Il maggior azionista della società è oggi il gruppo Radeberger, che fa parte della Holding Oetker, protagonista dell'industria alimentare tedesca.
DAB produce le seguenti birre da gustare a temperatura 8-10 °C:
- DAB Pilsener – Colore chiaro, molto aromatica e dal gusto persistente. (4,8 % Alc. in vol)
- DAB Export – Colore dorato (5,0 % Alc. in vol)
- DAB Strong - Colore chiaro, Deciso aroma floreale di luppolo e carattere amaro (4,9 % Alc. in vol)
- DAB Diat Pils - Colore molto chiaro, per diabetici (4,8 % Alc. in vol)

## Dortmunder Hansa

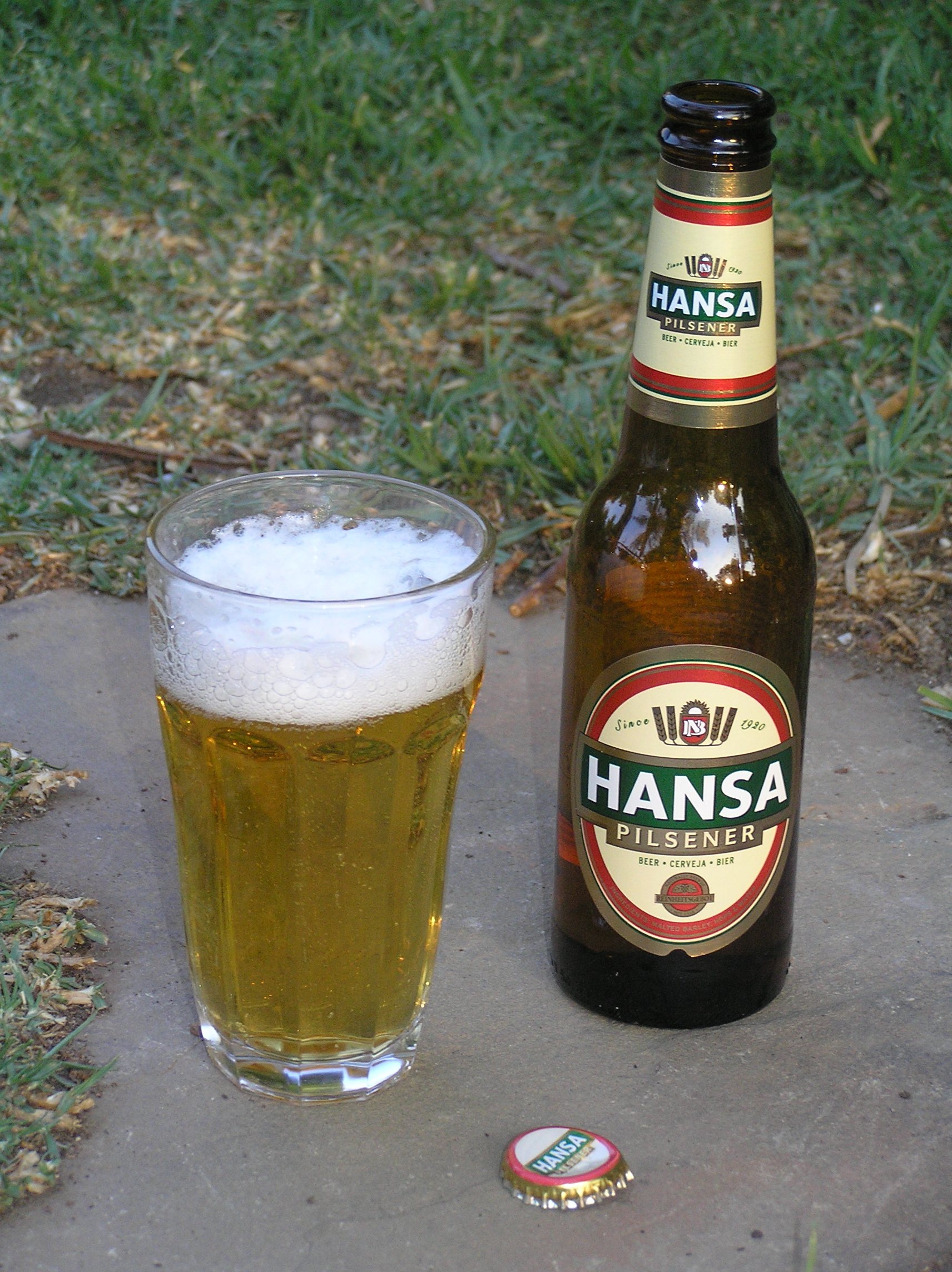
Etichetta Hansa Pils

Dortmunder Hansa  è il marchio delle birre prodotte dalla Dortmunder Hansa Brewery, una divisione della Dortmunder Actien Brauerei. La sua popolarità è dovuta in parte al suo prezzo economico. 
Hansa produce una grande varietà di birre:
- Hansa Pilsener,
- Hansa Alt,
- Hansa Malz
- Hansa Hefeweizen.
- Hansa Export
- Hansa Radler - 50% limonata e 50% Birra
- Hansa Cola-mix - 50% Cola-Limonade e 50% HANSA-Export

Data la sua economicità la Hansa Pils è spesso utilizzata per preparare la Radler.